# 박완규
박완규(朴完奎, 1973년 12월 1일 (음력 11월 7일) ~ )는 대한민국의 가수이자 록 밴드 부활의 5대 및 11대 보컬리스트이다. 2019년 4월, 10대 보컬리스트 김동명의 후임으로 재영입되었다.

## 경력
- 고등학교 전교회장 출신
- 고1, 스쿨 밴드 "오함마" 결성 (30여 회 공연)
- 고2, "Dark horse" 보컬 참여
- 고3, "루시퍼", "K.Best", "Gray Wolf" 등의 팀에서 미군공군기지와 클럽 등에서 100여 회 공연
- 군 제대 후 1996년, 부활의 오디션에 참가후 통과 - 부활의 다섯번째 보컬.
- 1998년 그룹 내 의견 차이로 부활 탈퇴 후 솔로 데뷔.
- 김태원과는 현재 원만하게 지내고 있으며 부활 콘서트의 게스트로 오기도 한다. 그리고 솔로로 발표하기까지 미성이었던 그는 성대를 혹사시키면서 목소리를 허스키하게 만들었다.
- 1999년 솔로데뷔곡이자 1집 천년의 사랑 발표
- 2010년 1월 23일 팬들에게서 데뷔 10주년 기념 콘서트를 선물로 받음.
- 부활의 2011년 공동작업 프로젝트인 '플러스'에 참여해 <비밀>의 보컬을 맡았다. 이는 박완규의 음색과 능력을 아끼던 김태원의 부탁으로 이뤄졌다.
- 2011년 12월 18일부터 '나는 가수다'에 출연했다.
- 2012년 4월부터 5월까지 MBC의 예능 프로그램인 《나는 가수다 II》에 출연하여 5월 이달의 가수가 된 후 12월 나가수2 가왕전에 출연하였다.
- 2012년 4월 8일 SK플래닛 스타크래프트 프로리그 시즌1 결승전에서 e스포츠 홍보대사에 위촉되었다.
- 2014년 5월 12일부터 경인방송 희희락락 진행.

## 학력
- 태광중학교 (졸업)
- 태광고등학교 (졸업)
- 서울호서예술실용전문학교 음악과 전문학사 (졸업)

## 방송
- MBC 인기가요 BEST 50 (1997년 8월 30일)
- KBS2 이소라의 프로포즈 (1997년 8월 31일)(부활의 Lonely Night 첫 라이브 방송)
- MBC 인기가요 BEST 50 (1997년 10월 4일)
- KBS2 가요톱텐 (1997년 10월 15일)
- MBC 인기가요 BEST 50 (1997년 10월 18일)
- KBS2 가요톱텐 (1997년 11월 12일)
- MBC 인기가요 BEST 50 (1997년 11월 22일)
- KBS2 가요톱텐 (1997년 12월 24일)
- KBS2 이소라의 프로포즈 (1999년 9월 18일)
- MBC 음악캠프 (1999년 11월 20일)
- MBC 음악캠프 (2000년 10월 14일)
- MBC 음악캠프 (2000년 10월 21일)
- MBC 음악캠프 (2000년 11월 11일)
- KBS2 이소라의 프로포즈 (1999년 11월 13일)
- KBS2 이소라의 프로포즈 (2001년 1월 13일)
- KBS2 이소라의 프로포즈 (2001년 3월 31일)
- KBS2 이소라의 프로포즈 (2001년 5월 19일)
- KBS2 이소라의 프로포즈 (2001년 8월 4일)
- KBS2 이소라의 프로포즈 (2002년 3월 16일)
- KBS2 윤도현의 러브레터 (2002년 9월 28일)
- 대구 MBC 텔레콘서트 자유 (2002년 10월 22일, 118회)
- MBC 음악캠프 (2002년 11월 9일)
- KBS2 윤도현의 러브레터 (2006년 1월 13일)
- KBS2 윤도현의 러브레터 (2006년 8월 25일)
- 대구 MBC 텔레콘서트 자유 (2006년 8월 25일, 298회)
- KBS1 콘서트 7080 (2006년 10월 14일)
- KBS1 열린음악회 (2006년 10월 22일)
- SBS 이적의 음악공간 (2007년 12월 4일, 44회)
- KBS1 콘서트 7080 (2008년 3월 8일)
- KBS1 열린음악회 (2008년 6월 8일, 745회)
- KBS1 열린음악회 (2008년 9월 28일, 759회)
- KBS1 열린음악회 (2008년 12월 7일, 768회)
- KBS1 콘서트 7080 (2009년 1월 25일)
- ETN 연예 스테이션 (2009년 7월 23일)
- KBS1 열린음악회 (2009년 6월 14일, 795회)
- 광주 MBC 문화콘서트 난장 (2009년 9월 21일, 123회)
- KBS1 열린음악회 (2010년 5월 30일, 839회)
- KBS2 유희열의 스케치북 (2011년 1월 21일)
- MBC 스타 오디션 위대한 탄생 (2011년 3월 4일)
- MBC 황금어장 라디오스타 (2011년 3월 23일 ~ 2011년 4월 6일, 224회~226회)
- 온게임넷 켠김에 왕까지 (2011 ~ 2012)
- 온게임넷 온게임넷 랭킹쇼2 (2011)
- KBS2 해피선데이 - 남자의 자격 - 청춘합창단 (2011)
- KBS2 유희열의 스케치북 (2011년 4월 30일)
- KBS1 열린음악회 (2011년 5월 8일, 884회)
- M.net 비틀즈코드 (2011년 6월 2일)
- tvN 오천만의 대질문 (2011년 6월 12일, 6회)
- MBC 유재석 김원희의 놀러와 (2011년 6월13일, 342회)
- Mnet 엠사운드플랙스 (2011년 7월 27일)
- KBS1 열린음악회 (2011년 8월 7일, 896회)
- KBS JOY 이소라의 두번째 프로포즈 (2011년 8월 30일)
- tvN 러브송 (2011년 9월 21일)
- MBC 시추에이션 휴먼다큐 그 날 (2011년 10월 8일, 48회)
- MBC 유재석 김원희의 놀러와 (2011년 10월10일, 359회)
- KBS2 유희열의 스케치북 (2011년 10월 14일)
- 광주 KBS 콘서트 필 (2011년 11월 3일)
- MBC 아름다운 콘서트 (2011년 11월 28일, 50회)
- MBC 우리들의 일밤 - 나는 가수다 II (2011년 12월 11일 ~ 2012년 2월 12일, 1140회~1149회)
- MBC 2011 MBC 방송연예대상 (2011년 12월 29일)
- KBS2 개그콘서트 (2012년 1월 22일)
- JTBC 신동엽 김병만의 개구쟁이 (2012년 1월 22일)
- tvN 현장 토크쇼 택시 (2012년 2월 9일, 230회)
- YTN 공감 인터뷰 (2012년 2월 11일)
- MBN 스타토크멘터리 MY STORY (2012년 2월 20일 ~ 2012년 2월 24일, 56회~59회)
- KBS2 여유만만 (2013년 2월 24일)
- TV조선 토크쇼 노코멘트 (2012년 3월 9일, 4회)
- 청주 CBS 신춘음악회 (2012년 3월 20일)
- KBS JOY 이소라의 두번째 프로포즈 (2012년 3월 27일)
- KBS1 열린음악회 (2012년 4월 15일, 926회)
- tvN 백지연의 피플 INSIDE (2012년 4월 20일)
- SBS 도전 1000곡 (2012년 5월 6일)
- MBC 우리들의 일밤 - 나는가수다 시즌2 (2012)
- SBS 도전 1000곡 (2012년 7월 22일, 207회)
- KBS JOY 이소라의 두번째 프로포즈 (2012년 8월 7일)
- SBS 도전 1000곡 (2012년 8월 12일, 208회)
- MBC 기분 좋은 날 (2012년 8월 14일)
- KBS1 콘서트 7080 (2012년 9월 2일)
- SBS 제 39회 한국방송대상 (2012년 9월 3일)
- KBS2 이야기쇼 두드림 (2012년 9월 8일, 38회)
- 온게임넷 스2라이크 (2012년 9월 11일 ~ 2012년 11월 6일, 1회~8회)
- KBS1 열린음악회 (2012년 9월 23일, 945회)
- KBS2 제주자연사랑음악회 (2012년 9월 27일)
- KBS1 열린음악회 (2012년 11월 18일, 952회)
- MBC 리모콘 (2012년 11월 21일)
- MBC 2012 MBC 방송연예대상 (2012년 12월 29일)
- OBS 고백 (2013년 1월 11일)
- KBS1 열린음악회 (2013년 1월 27일)
- KBS2 불후의 명곡 전설을 노래하다 (2013년 2월 23일)
- SBS 도전 1000곡 (2013년 2월 24일, 236회)
- KBS1 사랑의 리퀘스트 (2013년 3월 9일)
- tvN 코미디 빅 리그 (2013년 3월 16일)
- KBS2 해피투게더 (2013년 3월 21일, 291회)
- KBS1 열린음악회 (2013년 4월 14일, 971회)
- KBS1 열린음악회 (2013년 6월 9일, 979회)
- KBS1 강연 100℃ (2013년 6월 9일, 47회)
- MBC 황금어장 라디오스타 (2013년 6월 12일, 332회)
- SBS 결혼의 여신 정대현 역 (2013년 6월 29일 ~ 2013년 10월 27일, 1회~36회)
- SBS 한밤의 TV연예 (2013년 8월 14일)
- tvN 푸른거탑 제로 짬아저씨 역(2013년 9월 11일~2013년 11월 20일, 1회~11회)
- MBC 추석특집 나는 가수다 명곡 BEST 10 (2013년 9월 18일)
- KBS1 열린음악회 (2013년 9월 22일, 993회)
- KBS1 열린음악회 (2013년 10월 13일, 996회)
- KBS2 여유만만 (2013년 10월 24일)
- JTBC 유자식 상팔자 (2013년 11월 12일)
- KBS2 여유만만 (2013년 11월 21일)
- KBS1 열린음악회 (2013년 11월 24일, 1002회)
- KBS2 연예가중계 (2013년 12월 7일)
- KBS2 대국민 토크쇼 안녕하세요 (2013년 12월 9일, 153회)
- KBS2 유희열의 스케치북 (2013년 12월 13일)
- KBS1 열린음악회 (2013년 12월 29일, 1006회)
- KBS2 개그콘서트 (2015년 9월 27일, 815회)
- MBC 미스터리 음악쇼 복면가왕 (2016년 11월 27일 ~ 2016년 12월 4일, 87회~88회)
- JTBC 김제동의 톡투유 - 걱정 말아요! 그대 (2017년 2월 19일)
- KNN 제9회 환경사랑음악회 (2018년 6월 24일 )
- KBS 1TV TV는 사랑을 싣고 (2020년 1월 10일, 61회)

## 음반

### 솔로 데뷔전 부활 활동시절
- 1997년 부활 5집 《불의 발견》

1. Lonely Night
2. 슬픈바램
3. 21C 불경기
4. 작은 너에게
5. 마술사
6. 또 다른 미로
7. 믿음
8. 회상
9. 불의 발견 I
10. 불의 발견 II
11. 불의 발견 III

### 정규 앨범 및 수록곡
- 1999년 1집 《천년지애(千年之愛)》

1. Inferno
2. 천 년의 사랑(타이틀 곡)
3. 약속
4. Till To The Rainbow
5. 너의 눈물을 내가 볼 수 있도록
6. 새로운 모습으로
7. 남겨진 날들
8. 진심
9. 자유
10. Angel
11. One More Try
12. 태양의 꿈

- 2000년 2집 《엽기발랄》

1. 욕망이란 이름...
2. 왜 그랬어
3. 비
4. Day Fly
5. 잃어버린 기억
6. TV & 16
7. 사랑한 후에
8. When The Love Is Fading...
9. 친구야
10. 비
11. Crazy Doggy Run
12. TV & 16
13. 언제나
14. 눈물없는 이별(타이틀 곡)
15. 닿을 수 없는 너
16. Naked Desire

- 2002년 3집 《It's Now Or Never》

1. 행복한 착각(타이틀 곡)
2. 또 다른 시간 속에서
3. 내가 사는 이유
4. I Love You Tonight
5. After You've Gone
6. Love Is Over
7. 내가 만든 그늘
8. My Way
9. 산
10. 소망
11. 아픈 선택
12. 천공의 성
13. It's Impossible
14. Fighter

- 2006년 4집&박완규 앤 프렌즈 1집 《Exodus》

1. The War
2. To The Light
3. 세상을 외치다
4. 어둠 그 별빛
5. 맘대로 해
6. Promise(타이틀 곡)
7. 절망의 끝에서
8. Exodus
9. Rock Never Dies
10. 함께라면
11. Promise

### 베스트 앨범 및 수록곡
- 2006년 12월 27일 《1999-2006》

1. 태양의 꿈
2. 약속
3. 천 년의 사랑
4. 잃어버린 기억
5. After You'Ve Gone
6. 왜 그랬어
7. 욕망이란 이름
8. Angel
9. 눈물없는 이별
10. Promise
11. 내가 사는 이유
12. One More Try
13. 천 년의 사랑 (Live Ver.)
14. 욕망이란 이름 (Live Ver.)
15. 언제나 (Live Ver.)
16. Day Fly (Live Ver.)

### 디지털 싱글
- 2005년 달빛 속의 왈츠 (Digital Single) [싱글/EP] ..... 박완규
- 2007년 검은비밀(儉隱秘密) 싱글/EP, digital single, studio
- 2007년 디지털싱글앨범 《Love Song 못된 남자》

1. 사랑해서 사랑해서
2. 사랑해
3. 사랑해서 사랑해서(MR)
4. 사랑해(MR)

- 2009년 비와 당신의 이야기[싱글/EP]..... 김경호,박완규
- 2011년 사랑이 아프다[디지털 싱글]..... 박완규
- 2012년 수호[싱글/EP]
- 2012년 Love Story(스페셜 앨범)
- 2012년 The Sky Full Of Stars (우정호 선수 추모앨범)

### 참여 OST
- 2000년 성난 얼굴로 돌아보라 - KBS 미니시리즈 OST 기다림의 지친 너에게
- 2001년 순정 [ost] 련(戀)
- 2001년 카우보이비밥 OST - Alone
- 2002년 재밌는 영화 OST 또다른 시간속에서
- 2003년 나는 달린다 OST Love is
- 2004년 인간시장 OST 심판의 날 (Alternative Rock)
- 2005년 행복한 여자 OST 그대가 있는 한 (Main Tittle)
- 2008년 쾌도 홍길동 OST 연
- 2008년 바람의 나라 OST 나 살아 생전에
- 2009년 2009외인구단 OST 세상의 중심에서
- 2011년 공주의 남자 OST 하루애
- 2012년 무신 OST 이별길
- 2012년 Tving 스타리그 2012 OST - Here I Stand (타이틀곡)
- 2013년 구암 허준 OST 하루
- 2013년 결혼의 여신 OST Always
- 2014년 기황후 OST 바람결 (Wind Breeze)
- 2016년 대박 OST 시간이 멈추면

## 광고
- 2007년 LG투자증권 (노래)
- 2019년 TS
- 2019년 동서식품 미떼